# Karl William Lund
Karl William Lund (ur. 1987 w Merseyside) – brytyjski piosenkarz, producent muzyczny autor piosenek, aktor i model.

## Życiorys

### Kariera muzyczna
W latach 2009–2010 Karl William Lund występował w przedstawieniach teatralnych wystawianych przez The Lantern Theatre Company.
W lutym 2012 roku Karl William Lund wydał swoją debiutancką minipłytę zatytułowaną Triumphs I. W tym samym czasie był członkiem greckiego zespołu stworzonego w hołdzie grupie The Beatles. W sierpniu 2014 roku ukazała się druga EP-ka piosenkarza pt. Triumphs II. We wrześniu tego samego roku ukazał się jego nowy singiel „Operation Crystal”, a w marcu 2015 roku – singiel „Olivia”.
W lutym 2016 roku Lund został ogłoszony jednym z finalistów brytyjskich eliminacji eurowizyjnych Eurovision: You Decide, do których zgłosił się z utworem „Miracle”. Pod koniec miesiąca wystąpił w finale selekcji, ale go nie wygrał. 4 lipca ukazała się jego debiutancka płyta długogrająca zatytułowana Oracle.

### Działalność pozamuzyczna
W styczniu 2012 roku Karl William Lund wystąpił w internetowym programie rozrywkowym Less4Loadz. W sierpniu 2014 roku pojawił się w reklamie telewizyjnej Bay TV i Voodoo Hair Salon. W tym samym roku wziął udział w kampanii społecznej Red Hot mającej na celu zwrócenie uwagi na błędne stereotypy dotyczące osób rudowłosych. W 2015 roku wystąpił jako model w kampaniach reklamowych marek La Wool i ChrisElli.

## Inspiracje
Karl William Lund jako inspiracje muzyczne wymienia takich wykonawców, jak m.in. Michael Jackson, Damien Rice, Sigur Rós, Joshua Radin, Mumford & Sons, Ray Lamontagne, Ed Sheeran, One Eskimo, Florence Welch, Hurts, Bon Iver, Joni Mitchell, Autoheart, Tori Amos, Prince, Kate Bush i Rufus Wainwright.

## Życie prywatne
Karl William Lund jest zdeklarowanym gejem.

## Dyskografia

### Albumy studyjne
- Oracle

### Minialbumy (EP)
- Triumphs I (2012)
- Triumphs II (2014)